# Сент-Піт-Біч (Флорида)
Сент-Піт-Біч (англ. St. Pete Beach) — місто (англ. city) в США, в окрузі Пінеллас штату Флорида. Населення — 8879 осіб (2020).

## Географія
Сент-Піт-Біч розташований за координатами 27°44′9″ пн. ш. 82°45′2″ зх. д. / 27.73583° пн. ш. 82.75056° зх. д. (27.735741, -82.750532).  За даними Бюро перепису населення США в 2010 році місто мало площу 51,19 км², з яких 5,51 км² — суходіл та 45,68 км² — водойми.

## Демографія
Згідно з переписом 2010 року, у місті мешкало 9346 осіб у 5100 домогосподарствах у складі 2563 родин. Густота населення становила 183 особи/км².  Було 7854 помешкання (153/км²).
Расовий склад населення:
| - 96,0 % — білих - 1,1 % — азіатів - 0,7 % — чорних або афроамериканців - 0,3 % — корінних американців |

До двох чи більше рас належало 1,0 %. Частка іспаномовних становила 4,4 % від усіх жителів.
За віковим діапазоном населення розподілялося таким чином: 9,6 % — особи молодші 18 років, 57,9 % — особи у віці 18—64 років, 32,5 % — особи у віці 65 років та старші. Медіана віку мешканця становила 55,9 року. На 100 осіб жіночої статі у місті припадало 98,2 чоловіків;  на 100 жінок у віці від 18 років та старших — 97,7 чоловіків також старших 18 років.
Середній дохід на одне домашнє господарство  становив 85 147 доларів США (медіана — 61 169), а середній дохід на одну сім'ю — 111 879 доларів (медіана — 81 333). Медіана доходів становила 55 938 доларів для чоловіків та 47 422 долари для жінок. За межею бідності перебувало 10,7 % осіб, у тому числі 8,6 % дітей у віці до 18 років та 6,5 % осіб у віці 65 років та старших.
Цивільне працевлаштоване населення становило 4534 особи. Основні галузі зайнятості: науковці, спеціалісти, менеджери — 18,6 %, мистецтво, розваги та відпочинок — 17,3 %, освіта, охорона здоров'я та соціальна допомога — 16,2 %.